# Lygodactylus insularis
Lygodactylus insularis este o specie de șopârle din genul Lygodactylus, familia Gekkonidae, descrisă de Boettger 1913. Conform Catalogue of Life specia Lygodactylus insularis nu are subspecii cunoscute.